# アルノ・ヴァハマン
アルノ・ヴァハマン（Arthur Arno Wachmann、1902年3月8日 – 1990年7月24日）はドイツの天文学者である。
キール大学で天文学を学び、1927年からハンブルクのベルゲドルフ天文台で働いた。アルノルト・シュヴァスマンと 29P/シュワスマン・ワハマン第1彗星、 31P/シュワスマン・ワハマン第2彗星 、73P/シュワスマン・ワハマン第3彗星
の3個の周期彗星を発見した。
小惑星(1704) ヴァハマンに命名されている。